# Żak (sieć)

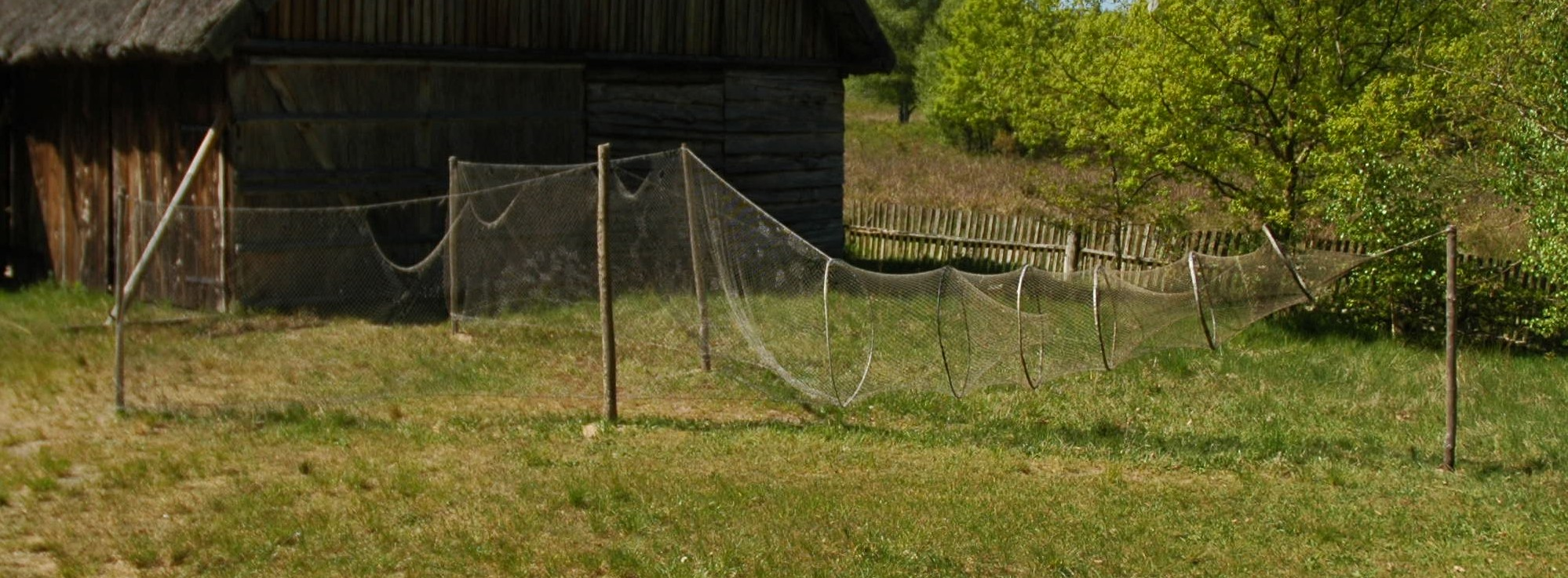
Żak w Muzeum Wsi Słowińskiej w Klukach

Żak – więcierz wieloskrzydłowy, sieć pułapkowa na ryby stanowiąca odmianę więcierza ze skrzydłami zwiększającymi zasięg działania sieci. U wejścia mają zawieszoną tkaninę sieciową, która uniemożliwia rybom wypłynięcie z pułapki.